# ニコラス・ヒリアード
ニコラス・ヒリアード（Nicholas Hilliard （1547年頃 - 1619年1月7日）） はイングランドの金銀細工師、ミニアチュール作家。イングランド女王エリザベス1世、イングランド王ジェームズ1世の宮廷人の肖像ミニアチュール（工芸品や装飾品などに描かれた、人物を描いた細密画 (en:Portrait miniature)）の作者としてよく知られる。手がけた作品は小さな楕円形のミニアチュールがほとんどだが、10インチ程度の戸棚の飾り絵も描いており、エリザベス1世の半身像を描いた2枚のパネル絵（板絵）は有名である。
ヒリアードの作品は現在でもエリザベス朝を表す視覚的イメージの典型となっており、16世紀後半の他のヨーロッパ諸国の作品とはかなり異なったものといえる。ヒリアードの技術手法は当時のヨーロッパ諸国の主流に比べて非常に保守的なものであったが、作品の完成度は極めて高い。「エリザベス朝の代表的な肖像画家で、その小作品がシェークスピアの初期の戯曲にも影響を与えた唯一のイングランド人画家」として現代でも清新さと魅力が評価されている。

## 前半生

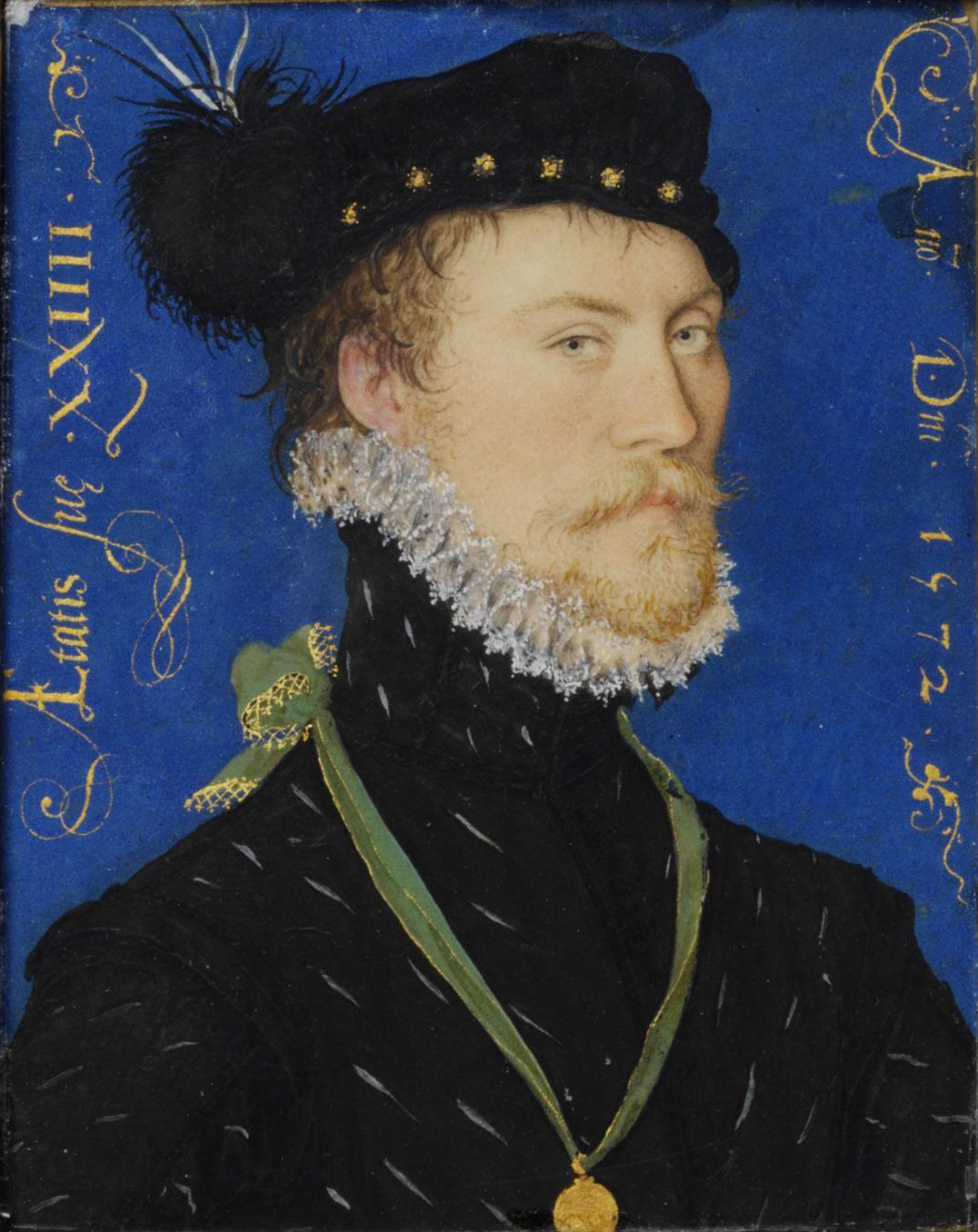
モデル未詳, 1572年, V&A.

ヒリアードはイングランドのデヴォン州エクセター出身の、敬虔なプロテスタントであった金銀細工師で、1560年に州長官（名誉職の意味合いが強い (en:High Sheriff)）も務めたリチャード・ヒリアード（1519 - 1594年）と、ロンドンの金銀細工師ジョン・ウォールの娘ローレンスとの息子として生まれた。ヒリアードは、アメリカのニューヘイブン植民地創立者の一人、セオフィラス・イートン（1590年 - 1657年）の最初の妻だったグレイス・ヒラー (Grace Hiller (Hilliar)) と非常に近い血縁者ではないかと考えられている。
ヒリアードは幼いころに、当時エクセスターで著名だったプロテスタントで、後にオクスフォード大学のボードリアン図書館の設立者となるトマス・ボードリ卿の父、ジョン・ボードリに随身していたと考えられている。プロテスタントのジョン・ボードリは、カトリックのメアリー・テューダーがメアリー1世としてイングランド王位に就いたときに国外追放処分を受けた。ジュネーヴでジョン・ノックスが指導していたカルヴァン主義者の礼拝堂の1557年5月8日の記録に、11人のボードリ家の一員として当時10歳の子供だったヒリアードの名前が残されているのである。しかしながらカルヴァン主義はヒリアードにとって重要なものにはならず、国外生活で身に付けた流暢なフランス語が後に役立つことになった。ジュネーヴでは、ヒリアードよりも2歳年長のトマス・ボードリが、優れた学者たちのもとで集中的な古典教育を続けていたが、ヒリアードが同等の教育を受けたかどうかははっきりしていない。
ヒリアードは1560年に当時13歳だった自身の肖像画を描いており、18歳のときにスコットランド女王メアリーの肖像画を書いたといわれている。
ヒリアードは、イングランド女王エリザベス1世の宝石職人でシティの出納係も務めていた金銀細工師ロバート・ブランドン (en:Robert Brandon) に弟子入りした。イギリス人美術史家のロイ・ストロング卿 (en:Roy Strong) は、この時期にフランドル出身の女流画家レヴィナ・テールリンクのもとで、ミニアチュールの技法も学んだのではないかと考えている。テールリンクは、伝統的なフランドル風写本装飾絵の最後期の優れた画家で、ハンス・ホルバインの死後イングランド王ヘンリー8世の宮廷画家となったサイモン・ベニング (en:Simon Bening) の娘である。7年間の徒弟期間を終えたヒリアードは1569年に、現在もシティに存在するギルドの金銀細工師名誉組合 (en:Worshipful Company of Goldsmiths) の一員となり、弟のジョンとともに工房を開いた（他にも同じく金銀細工師の弟がおり、最若年の弟は聖職者となった）。1576年にはブランドンの娘アリス（1556年 - 1611年）と結婚し、7人の子供をもうけた。

## キャリア

### 宮廷芸術家

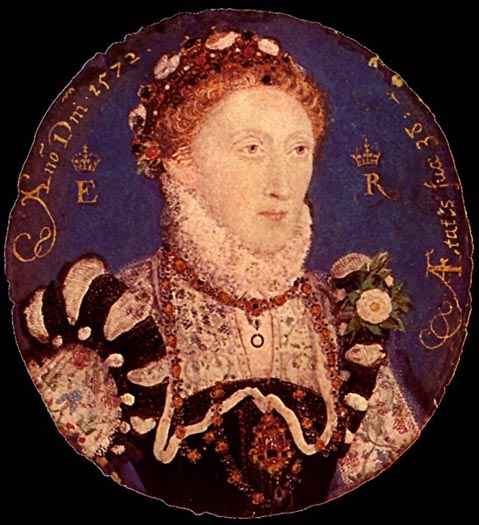
エリザベス1世のミニアチュール, 1572年

ヒリアードの徒弟期間の終了は、新しい宮廷肖像画家が「のどから手が出るほど必要」だった時期と重なった。パネル（板）に描かれた2枚のエリザベス1世の『フェニックス (Phoenix)』、『ペリカン (Pelican)』と呼ばれる肖像画はヒリアードが長期にわたって描いた作品で、1572年ごろから1576年ごろにかけて描いたと考えられている。

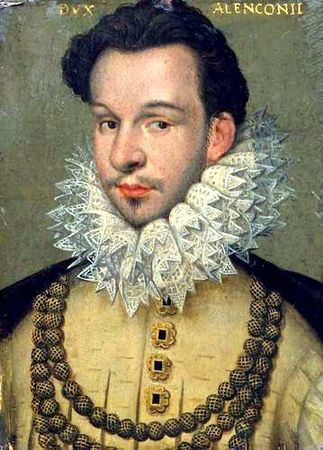
アンジュー公爵フランソワのミニアチュール, 1577年

ヒリアードはエリザベス1世の絵師（ミニチュアール作家）、金銀細工師に任命されたが、その正確な日付は伝わっていない。しかしながら現在知られている最初にエリザベス1世を描いたミニアチュールには1572年の日付が入っており、さらに1573年には王室に対する忠誠心がエリザベス1世に認められ、その役職を再任されている。1571年にはエリザベス1世の寵臣だった初代レスター伯爵ロバート・ダドリーのために「肖像画集 (a booke of portraitures)」を作成しており、ヒリアードが宮廷で認められつつあったことを示している。ヒリアードにはダドリーと彼の取り巻きの人々にちなんで名付けられた子供もいる。
イングランドにはこういった有力なパトロンが存在していたが、1576年に結婚したばかりのヒリアードはフランスに旅立つ。フランスではパリに居住していた在仏イングランド大使アミアス・ポーレット卿 (en:Amyas Paulet) 宅に長期滞在していた。「この旅行には彼自身の知識欲を満たす以外の目的はなく、いずれイングランドに帰国するときまでフランスの上流階級から滞在費を受け取っているだけである」と、ポーレットは当時のヒリアードについて書き残している。ヒリアードは当時フランス大使館勤務だったフランシス・ベーコンのミニアチュールをパリで制作している。
ヒリアードは1578年から1579年ごろまでフランスに滞在し、エリザベス1世の宮廷彫刻家でもあったフランス人彫刻家ジェルマン・ピロン (en:Germain Pilon) らフランスの芸術家たちと親交を深めた。フランスルネサンス期を代表する詩人ピエール・ド・ロンサールはヒリアードについて次のような、毀誉褒貶どちらとも取れる「賛辞」を送っている。「島国（イングランドを指す）では抜け目のない男は本当に希少な存在だが、その数少ない男たちは完璧なまでに狡猾とさえいえる」
ヒリアードはエリザベス1世の花婿候補でもあったアンジュー公爵フランソワの1577年の文書に「ニコラス・ヒリアード、イングランド人画家 (Nicholas Belliart, peintre anglois)」として名前があがっている。そこにはヒリアードがフランソワから200リーブルの報酬を受け取ったことが書かれている。1577年に描かれた当時宮廷女官だったスルディ夫人のミニアチュールがあり、他にもフランス王アンリ4世の愛妾ガブリエル・デストレ、コンデ公妃、モンゴメリー夫人を描いたミニアチュールはヒリアードの作品であると考えられている。
金銭問題はヒリアードを悩ませ続けた。当時はミニアチュール一つにつき1ポンドが平均的な価格だった（1570年代にロンドンに滞在していたオランダ人画家コルネリス・ケテル (Cornelis Ketel) の絵画の価格は、肩から上を描いた肖像画が1ポンド、全身を描いた肖像画は5ポンド）。1599年にエリザベス1世から40ポンドの歳費を受け取っており、1617年には、1584年にエリザベス1世にかつて拒否されたミニアチュールと彫刻の制作独占権を、ジェームズ1世から手にすることに成功した。しかし同年にヒリアードはラドゲイト監獄に投獄されてしまう。これは他人の保証人となり、その負債を支払うことができなかったためだった。ヒリアードの義父は、彼の金銭管理能力を信用しておらず、1591年の残した遺言には、娘へ残した積立金を金銀細工師組合が管理するよう書かれてあった。同年にヒリアードは二つ目のイングランド国璽を制作し、エリザベス1世から400ポンドという多額の報酬を受け取っているが。、定まった年俸は受け取っていなかったであろうことに留意する必要がある。フランスからの帰国後スコットランドの金鉱採掘計画に投資したが、この計画は詐欺まがいのものだったとも考えられており、ヒリアードにとってその後25年たっても苦い思い出として記憶に残ることとなった。

### 後半生のキャリア

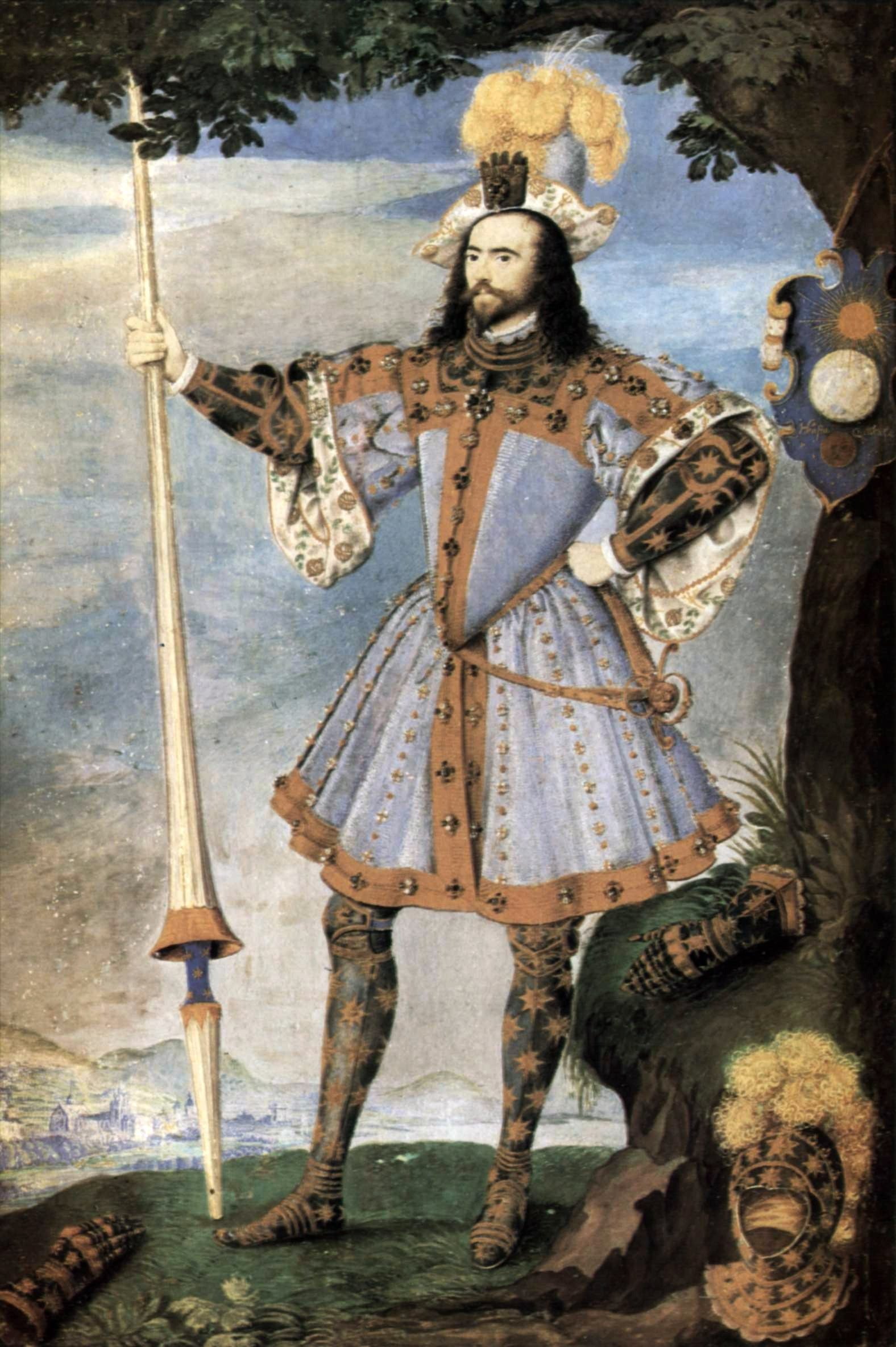
第3代カンバーランド伯爵ジョージ・クリフォードのミニアチュール, 1590年頃

ヒリアードはフランスからの帰国後、1579年にロンドンのチープサイド (en:Cheapside) 郊外にあるガター・レーンに居住し、制作を行った。1613年に息子で弟子でもあったローレンスが家業を継ぎ、数十年間にわたってガター・レーンで仕事をすることとなる。その後ヒリアードはより宮廷に近いセント・マーティンズ教会教区に移り住んだが、詳細な住所は分かっていない。そこで工房を開き、ヒリアードのミニアチュールを求める顧客は宮廷人から紳士階級まで広まり、さらに富裕な商人層をも取り込んだ。
父であるヒリアードの「貧弱な模倣」しか成しえなかった息子のローレンス以外に、ヒリアードの弟子からはさらに重要な人物が輩出している。ミニアチュール作家アイザック・オリヴァー (en:Isaac Oliver) や画家・金銀細工師ローランド・ロッキー (en:Rowland Lockey) などである。また、ヒリアードは彼らのような職業的芸術家だけでなく市井の人々にも絵を教えており、そういった無名の女性から1595年にヒリアードに宛てた書簡が残っている。
ヒリアードは金銀細工師としての活動も継続しており、豪華な飾り箱や宝石で飾られた首飾りなどを制作している。有名なものとして、エリザベス1世よりも芸術に理解を示したジェームズ1世から廷臣だったトーマス・ライトに1610年に下賜された「ライト・ジュエル (Lyte Jewel)」がある。他にもエリザベス1世からそれぞれ下賜された、トーマス・ヘニッジ卿 (en:Thomas Heneage) の「アルマダ・ジュエル(Armada Jewel)」や、フランシス・ドレイク卿の「ドレイク・ペンダント (Drake Pendant)」がよく知られている。生涯独身で「処女王」と呼ばれた女王への信仰ともいえるような忠誠心の顕れとして、廷臣たちには少なくとも宮廷内においては女王の肖像画を身につけることが奨励されるようなことさえあった。エリザベス1世もミニアチュールのコレクションを持っており、それは女王の寝室のキャビネットに施錠されて保管されていた。紙につつまれ一つ一つラベルが貼られており、レスター伯を描いたミニアチュールには「わが主人 (My Lord's picture)」と書かれたラベルが貼ってあった。
宮廷ミニアチュール作家としての職分には、ミニアチュールの本来の意味である文書への絵画装飾も含まれており、ヒリアードは重要な書類への装飾を命じられることもあった。1584年のケンブリッジ大学エマニュエル・コレッジの創立認可証（1584年）には、フランドルルネサンス風の精緻な装飾が施されている。他にも書物の表紙の装飾に使われる木版画のデザインも手がけており、中にはヒリアードのイニシャルが残されているものも存在する。

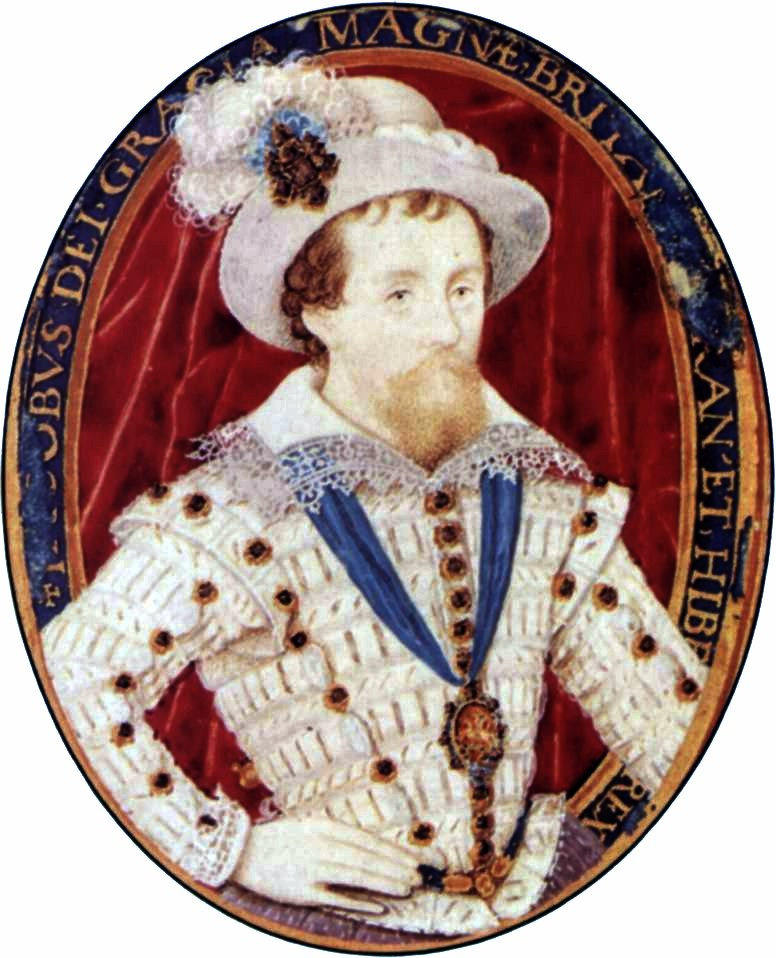
ジェームズ1世のミニアチュール, 1603年 - 1609年, V&A

ヒリアードはエリザベス1世同様、ジェームズ1世にも高く評価され重用された。1617年5月5日には、その後12年間に及ぶエングレービングによる王族の肖像の独占作成権を与えられている。それまでヒリアードもエングレービングの作品を制作することはあったが、王族のエングレービングの作品はは帰化人のレノルド・エルストラックが担当することが通例だった。このようなジェームズ1世からの厚遇はヒリアードの作品に権威を与えるものとなった。第5代ラットランド伯爵ロジャーがデンマーク大使の任を勤めあげたときに16人の同僚はヒリアードが作成した王の肖像画つきの金鎖を、その他のものも王の肖像画を授与されている。ヒリアードを高く評価した同時代人に詩人ジョン・ダンがあげられる。ダンは1597年の書簡詩『嵐 (The Storm)』で、ヒリアードの作品を賞賛している。
ヒリアードは1619年1月3日ごろに死去し、1月7日にウェストミンスターのセント・マーティンズ教会に埋葬された。遺言には20シリングを教区の貧しい人々に、30シリングを二人の妹に、遺品数点を使用人に、そして残りの遺産全てを唯一の遺言執行人である息子のローレンス・ヒリアードに与えると書かれていた。
現存するヒリアードの作品はほとんどがイングランドに所蔵されている。所蔵数はロンドンのヴィクトリア&アルバート博物館 (V&A) が群を抜いているが、ナショナル・ポートレート・ギャラリーにも何点か所蔵されている。ミニアチュールの保存状態は非常に良好で、絵の具の退色や酸化による銀細工部分の黒ずみは見られるものの、修復の必要は認められていない。

## スタイル

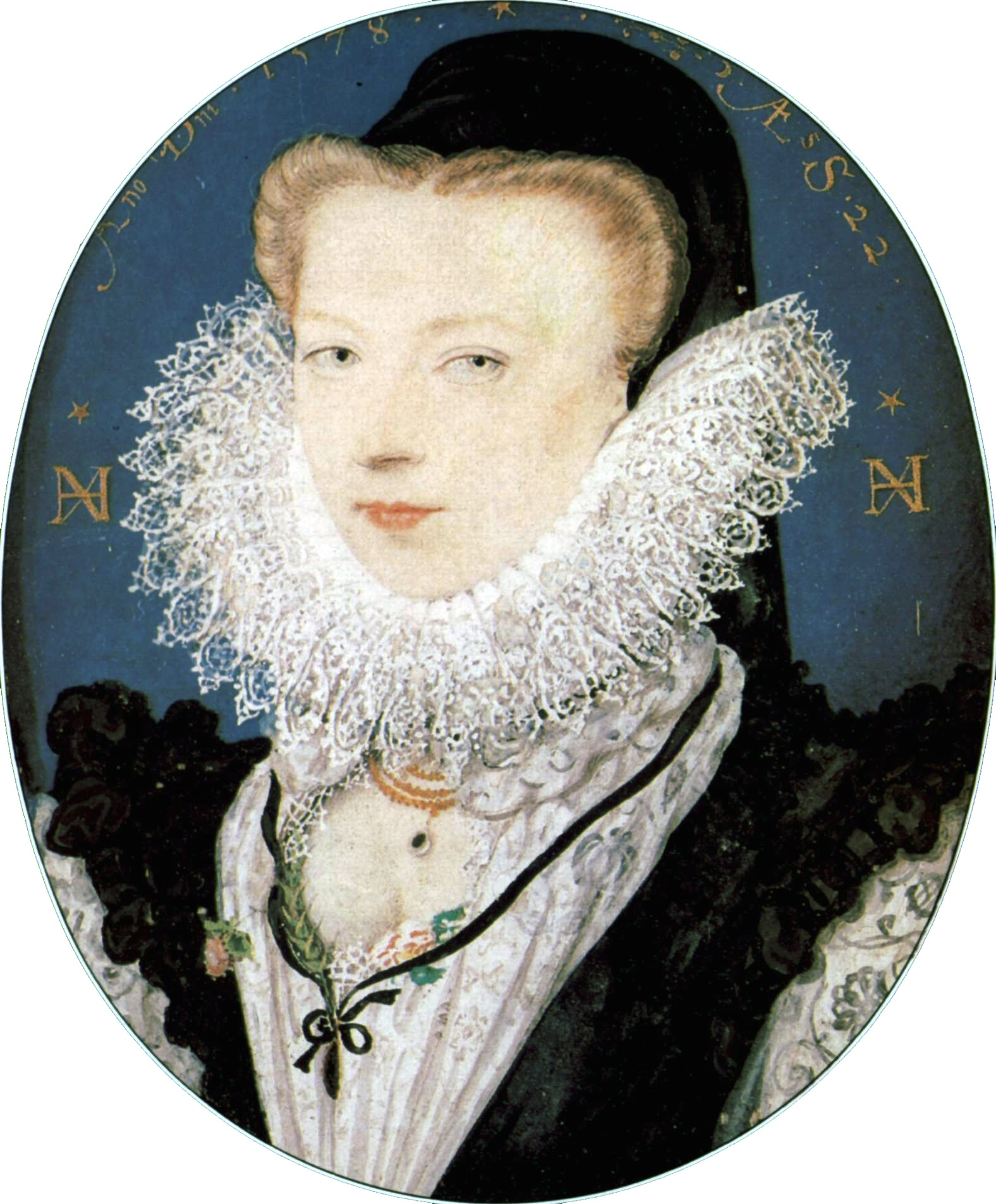
ヒリアードの妻アリスのミニアチュール、フランス美術の影響が見られる, 1578年

ヒリアードはボードリアン図書館に所蔵の、現在『装飾芸術 (The Art of Limning)』と呼ばれるミニアチュール制作に関する重要な論文を残している。かつてこの論文はジェームズ1世の主席宮廷画家 (en:Serjeant Painter) だったジョン・デ・クリッツ (en:John de Critz) が著者だとされていたが、近年の研究では、ヒリアードの弟子の一人で、おそらくアイザック・オリヴァーの教育を目的として、ヒリアード自身が著したものと考えられている。
『装飾芸術』の中で言及されている著名な画家にイングランド王ヘンリー8世の宮廷画家ハンス・ホルバインや、ヒリアード自身はおそらくその版画でしか知らなかったアルブレヒト・デューラーがいる。二人ともヒリアードが生まれる前にすでに死去している画家ではあるが、ヒリアードはホルベインに比べても多くの点で保守的な画家である。ヒリアードはパステルを用いたドローイングなどフランス絵画から学んだものも多く、イタリア人画家で『絵画芸術論』の著書もある美術理論家としても有名なジャン・パオロ・ロマッツォ (en:Gian Paolo Lomazzo) についても『装飾芸術』で触れている。当時のイングランドの芸術は明らかに洗練されておらず、ヒリアードの作品も同時代のイタリアで活躍していた画家たち、例えばエル・グレコ（1541年 - 1614年）が到達していた初期バロックとはかけ離れたものだった。
ヒリアードは『装飾芸術』で必要以上の明暗法の使用に反対の立場をとっている。これはパトロンであったエリザベス1世の意向を取り入れたもので「モデルをより美しくするために必要なものは、陰影ではなく開放的な光だ。そのため女王陛下は近くに木の陰もほかのあらゆる陰もない、美しい庭園のひらけた小径を自身の肖像画を描く場所として選ばれたのである」
ヒリアードは「感情あふれる表情の美しさというものは、いかに優れた人でもありふれたものではなく、簡単に見られるようなものではない」として、瞬間を捕らえる必要性を強く訴えている。「熟練した芸術家」は「観察」し「上品な美しさ、機知あふれる微笑といったほんの一瞬の輝きを捕らえなければならない」
王族たちの肖像の複製画を除いて、ヒリアードは座ったモデルを前にして肖像画を描いていた。時間を節約するためにあらかじめ肌色に塗られ陰影をつけた、表情が書き込まれていない下絵を用意していた。そしてリスの毛で作られた極細の筆でモデルの顔の輪郭をうっすらと描きこんでいき、そのあとかすかに陰となるハッチングを描き入れていった。ヒリアードは衣服や宝飾品を美しく描く技法も身につけた。微細な点描で陰影を与えることによって真珠やレースに三次元的な効果を与えたのである。わずかに残っている未完成のミニアチュールは、ヒリアードの技法について多くのことを物語っている。ヒリアードは習作としてのドローイングをほとんど描いていないと考えられており、ドローイングはごくわずかしか現存していない。
ヒリアードの手法は、わずかに技術的に洗練されたこと以外1570年代からほとんど変化していない。ジェームズ1世とその家族を描いた後期の作品群の多くが、初期の作品に比べてより繊弱になっている程度である。これはジェームズ1世は肖像画のために何時間もじっと座っていることが好きではなく、ヒリアードは肖像画作成に時間をかけることはできなかったためである。1590年代からは弟子のアイザック・オリヴァーが直接の競争相手となった。1604年にはオリヴァーがジェームズ1世の王妃アンの宮廷画家に任命されており、王子ヘンリーが1610年に王太子となって一家を創設したときにも同じく宮廷画家に任命されている。オリヴァーは世界中を旅し、師匠のヒリアードよりも現代的な技法を身につけ、確かに遠近法などの技法では優れていたといえる。しかし清新さや人々の心への訴求力といった点でヒリアードには敵わなかった。

## ギャラリー

### パネル絵

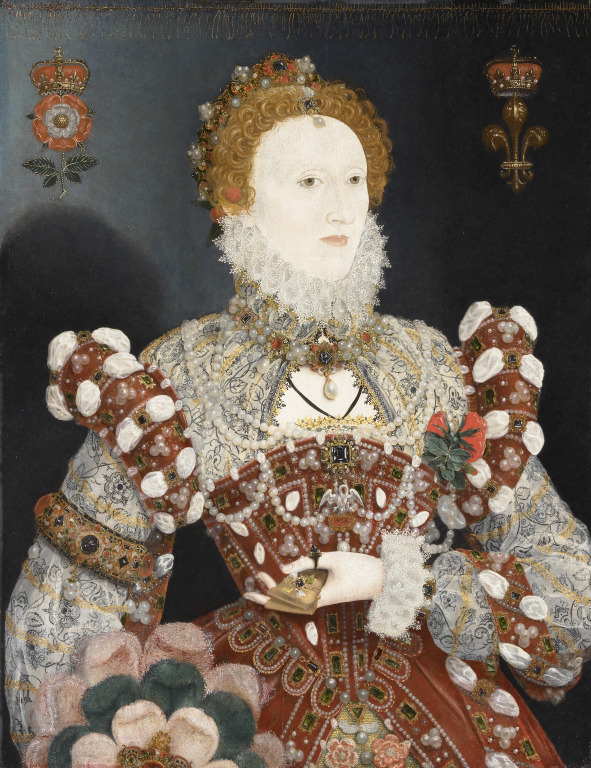
エリザベス1世, 『ペリカン』, 1572年頃
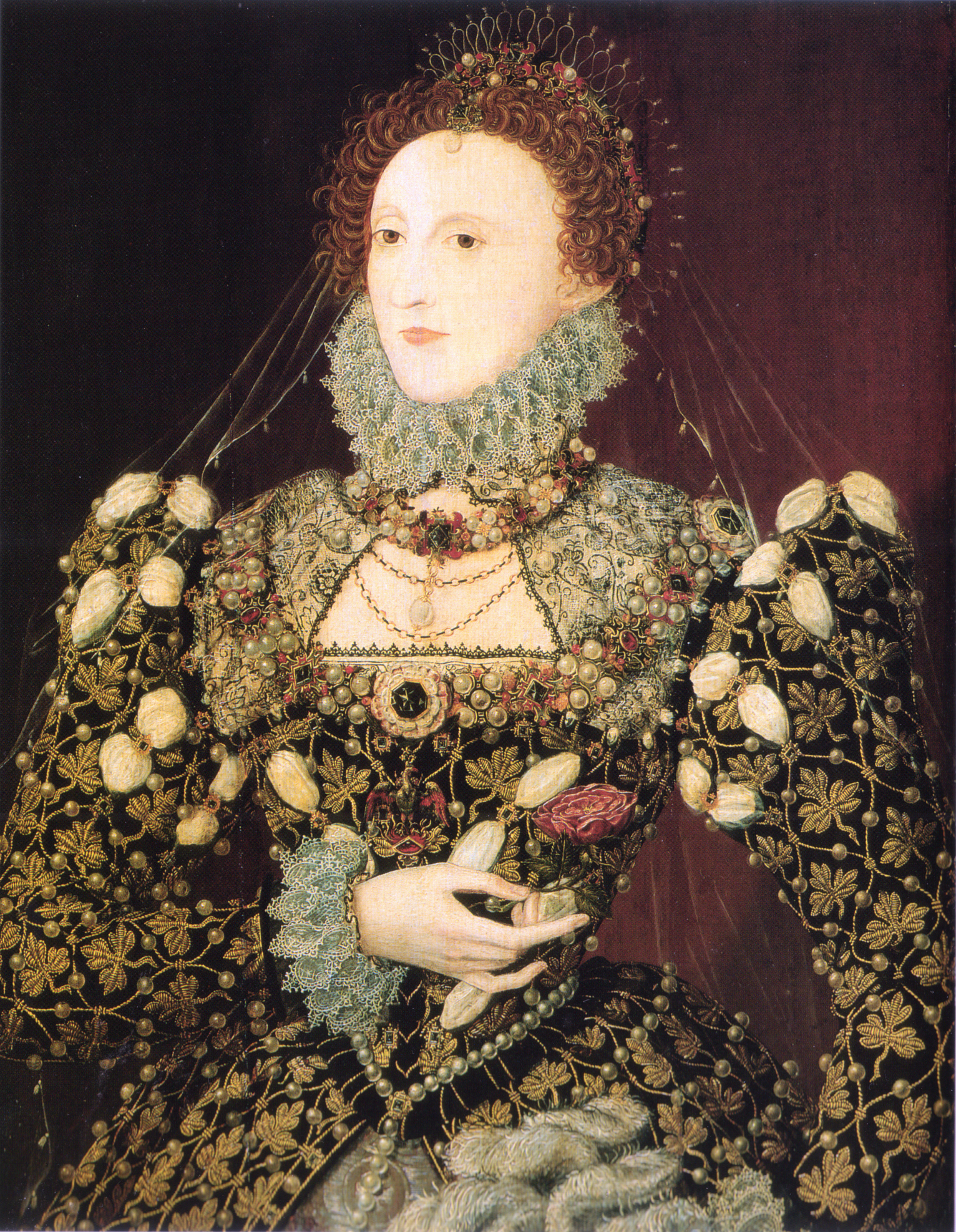
エリザベス1世, 『フェニックス』, 1575年頃

### 肖像ミニアチュール

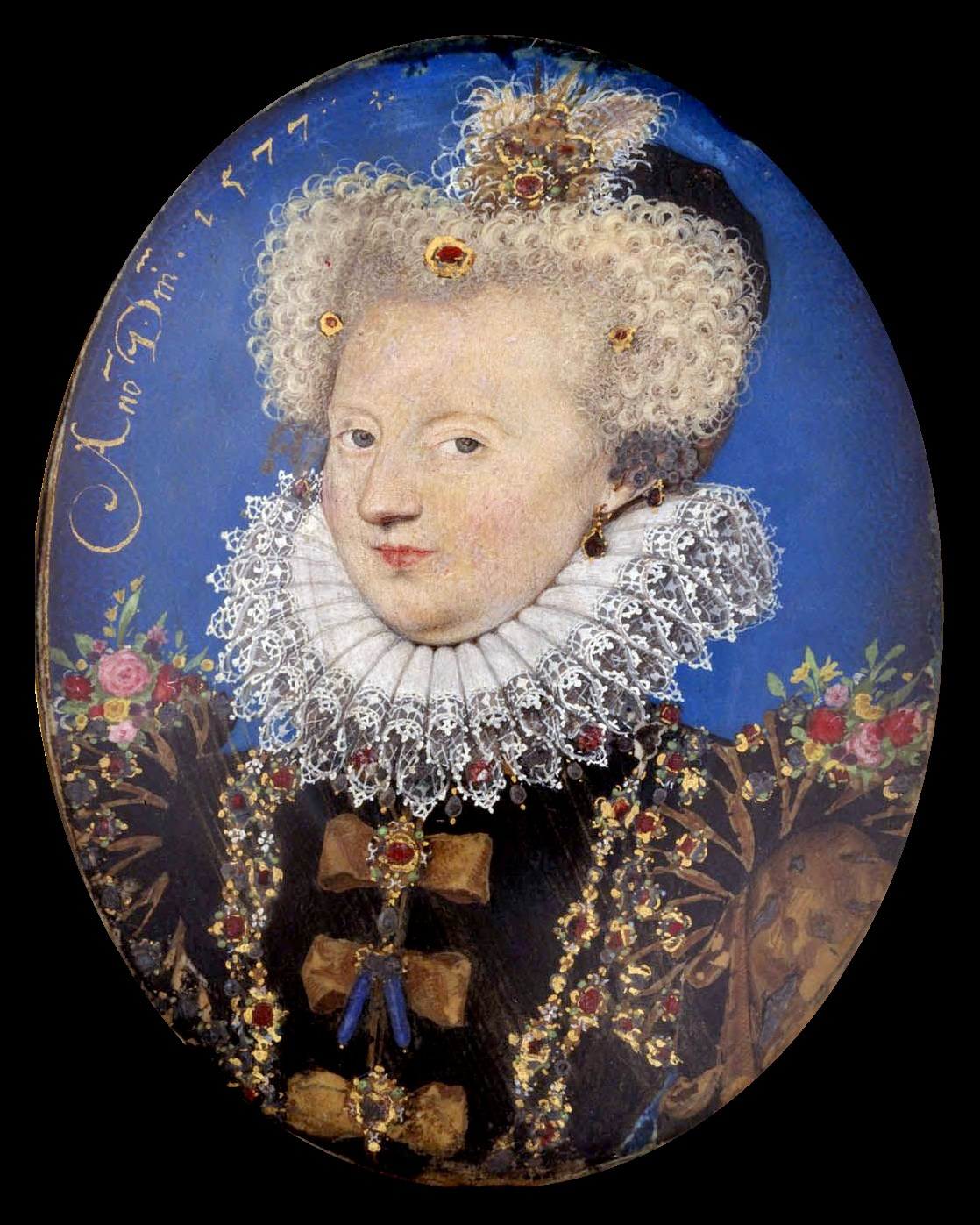
ナバラ王エンリケ2世王妃マルグリット・ド・ナヴァル, 1577年頃
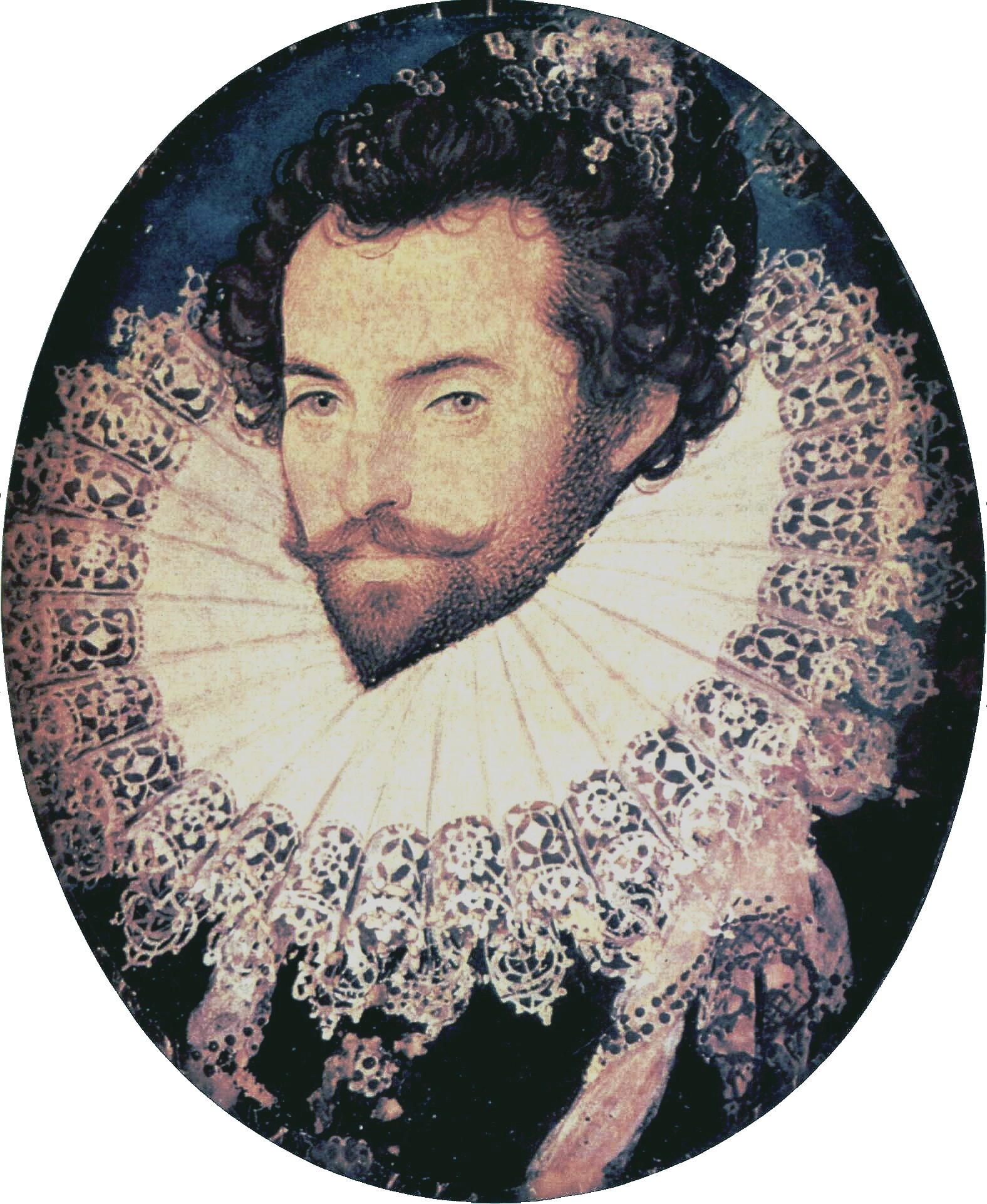
エリザベス1世の寵臣ウォルター・ローリー卿, 1585年
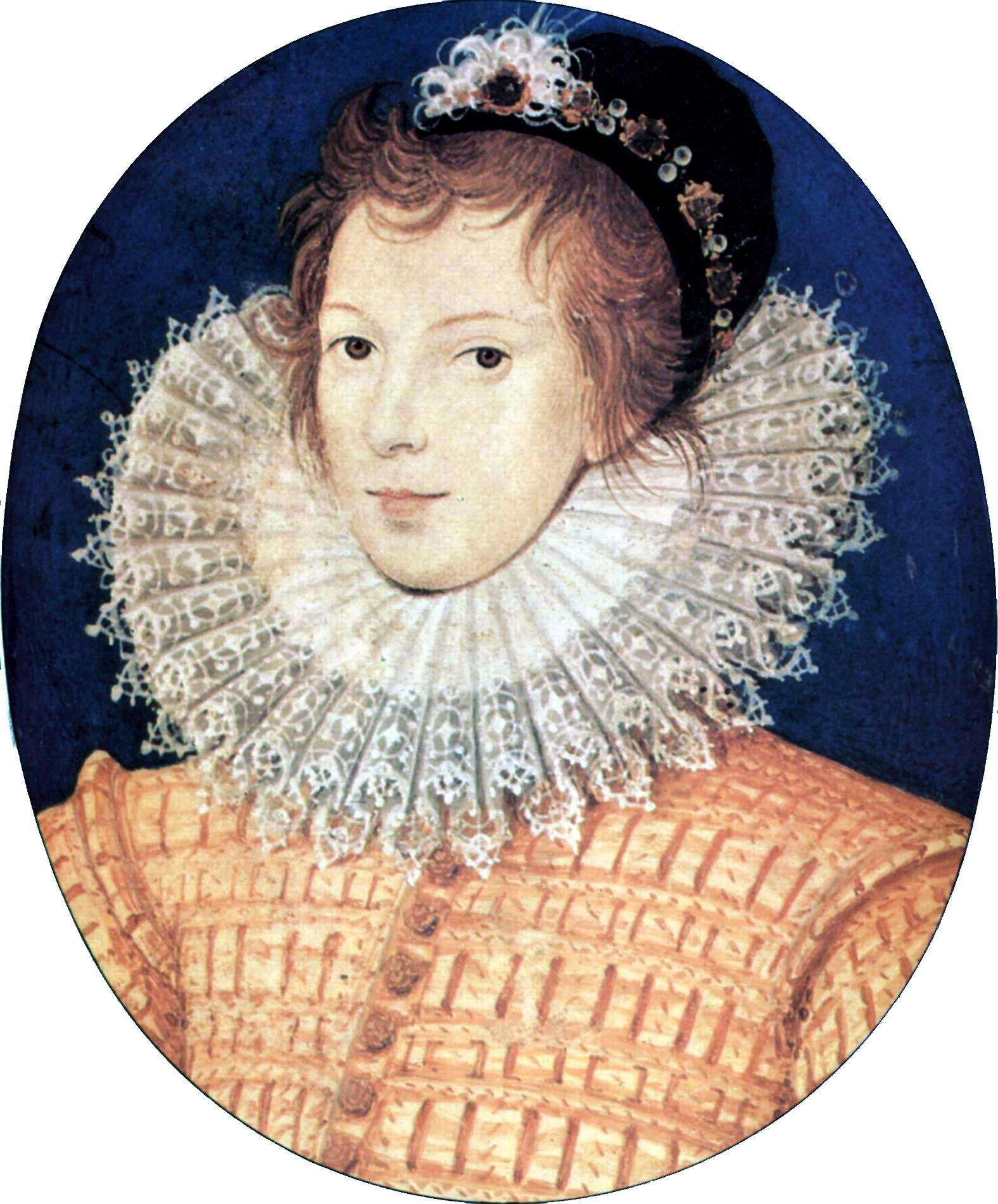
モデル未詳, 1585年, V&A
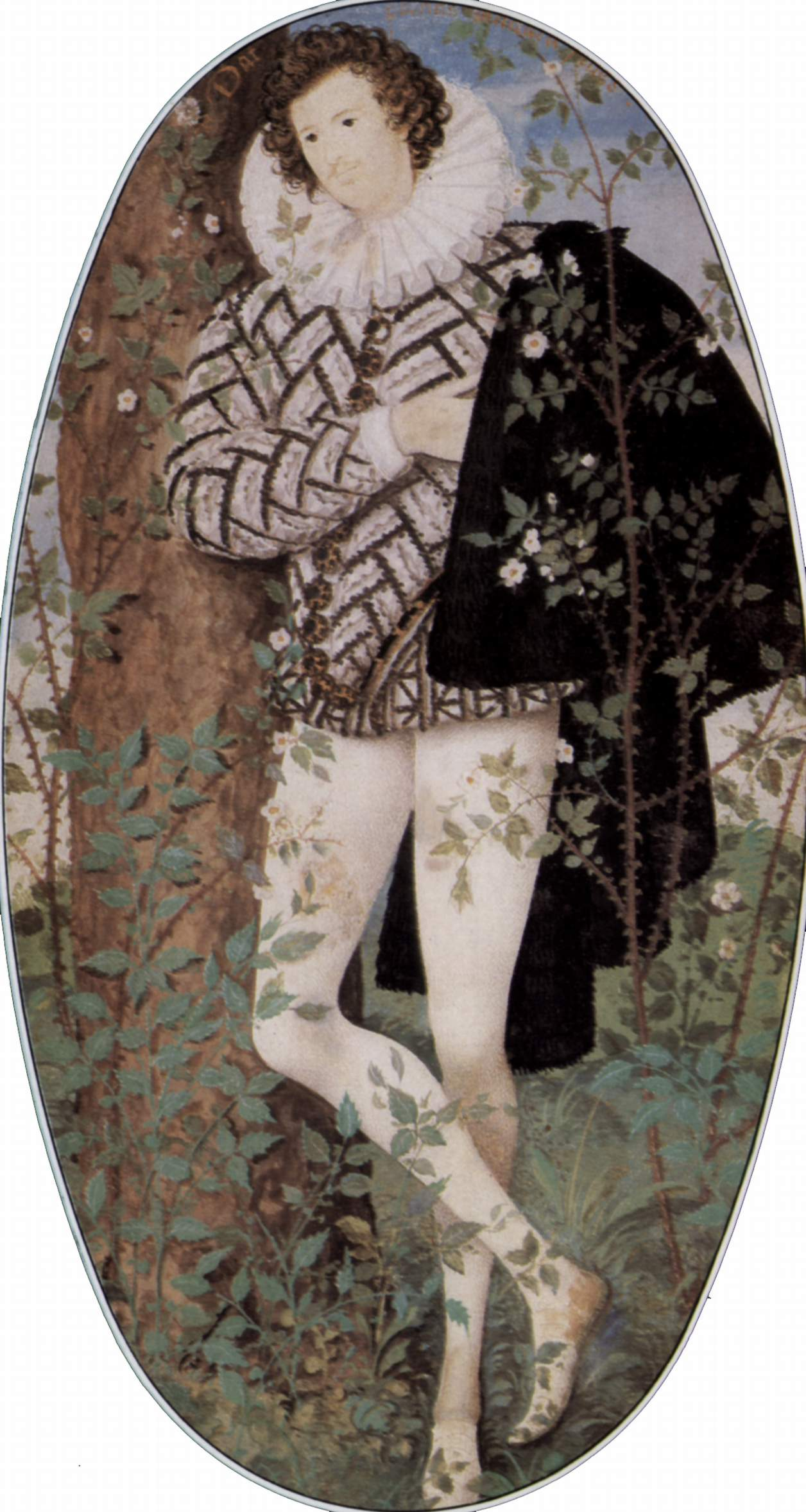
『薔薇の中の青年』, 1588年, V&A. 第2代エセックス伯ロバート・デヴァルーとされている
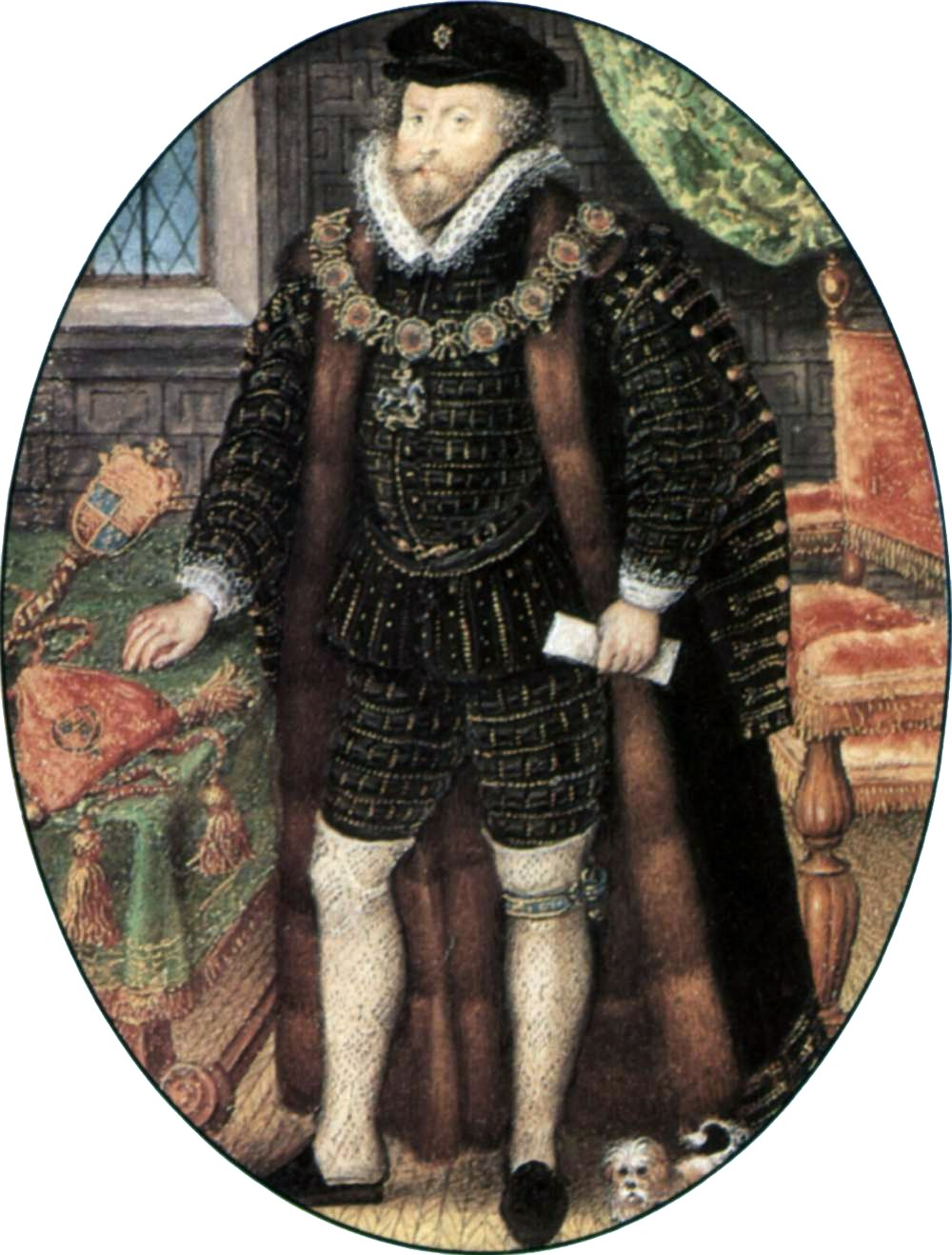
エリザベス1世の寵臣で大法官クリストファー・ハットン卿 (en:Christopher Hatton), 1589年
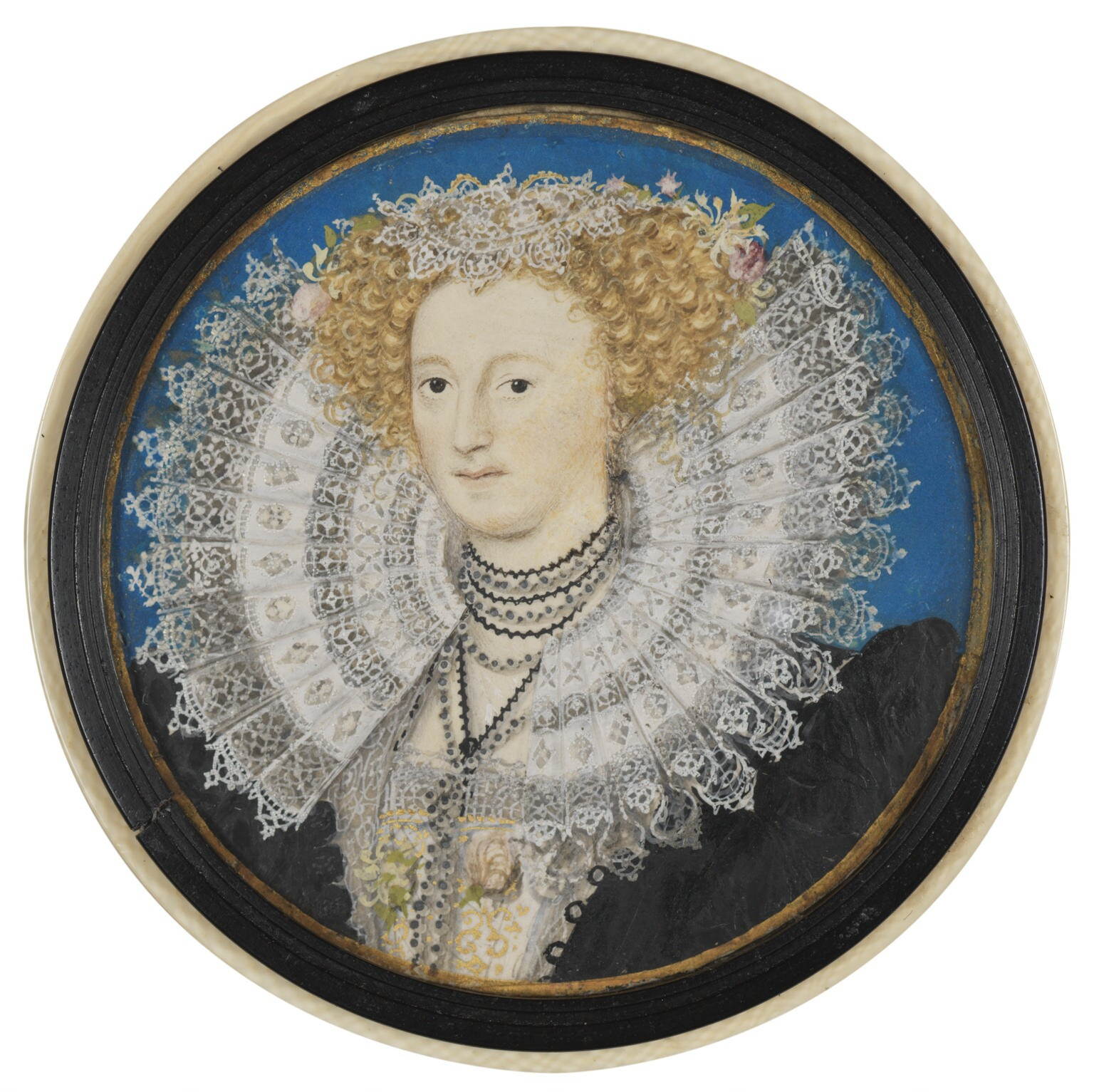
ペンブローク伯爵夫人メアリー・シドニー (en:Mary Sidney), 1590年頃
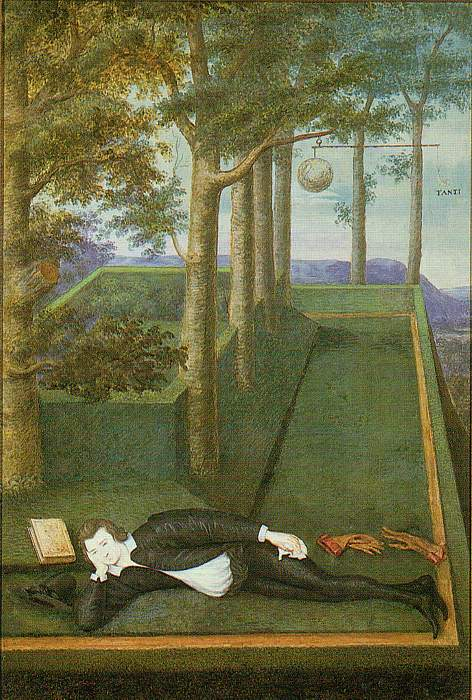
第9代ノーサンバーランド伯爵ヘンリー・パーシー (en:Henry Percy, 9th Earl of Northumberland), 1590年 - 1595年
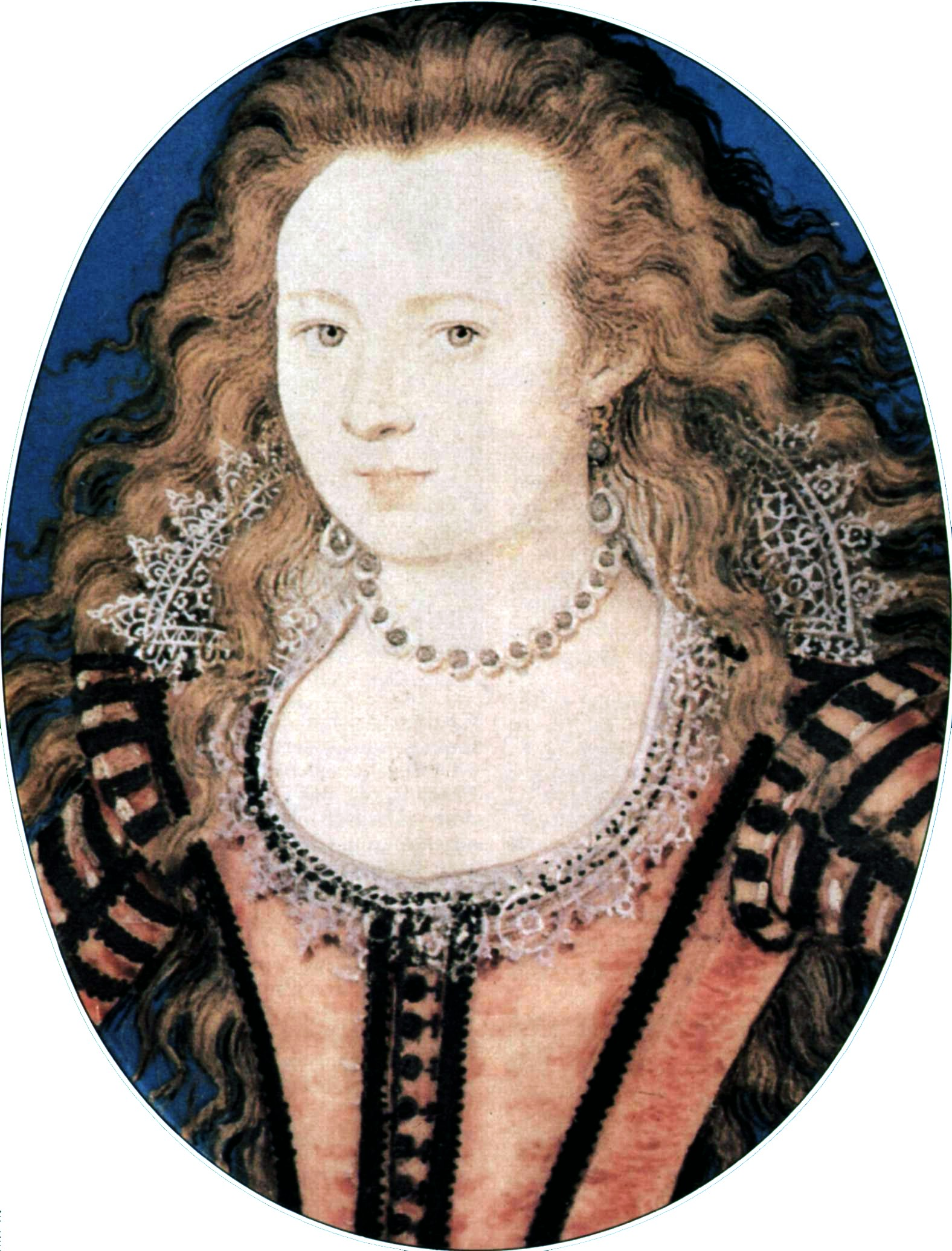
ジェームズ1世の王女でプファルツ選帝侯フリードリヒ5世妃エリザベス, 1605年 - 1610年

エリザベス1世

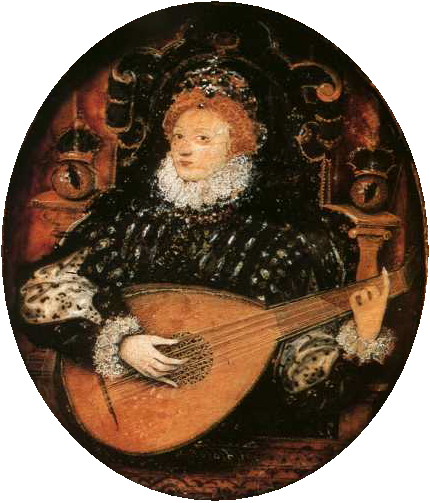
1580年頃
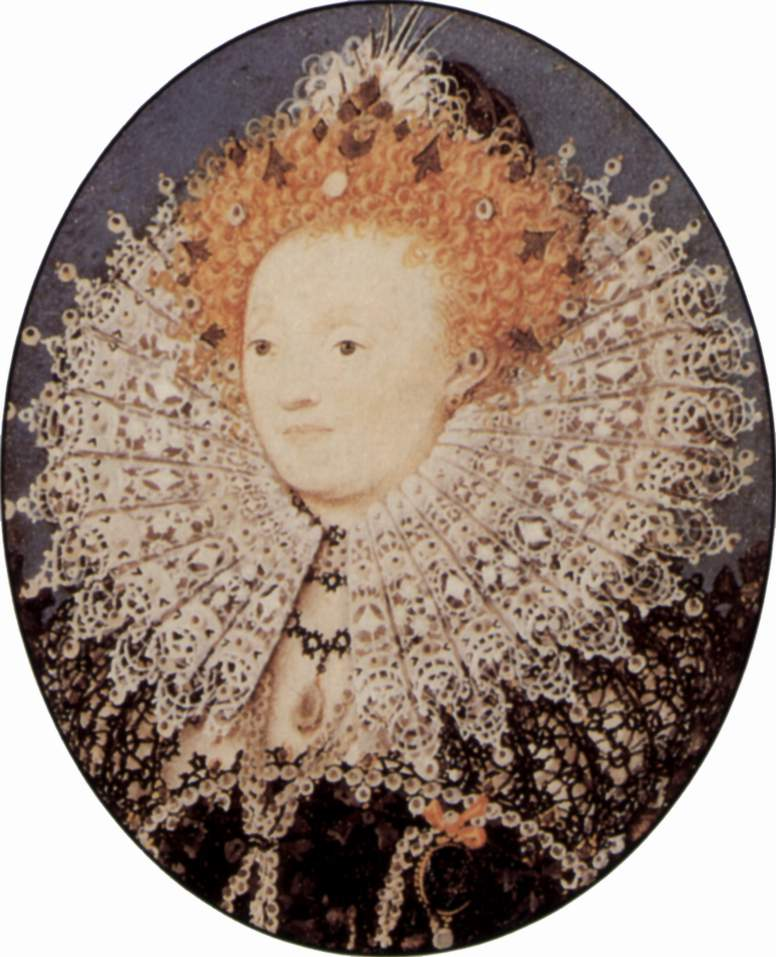
1587年頃
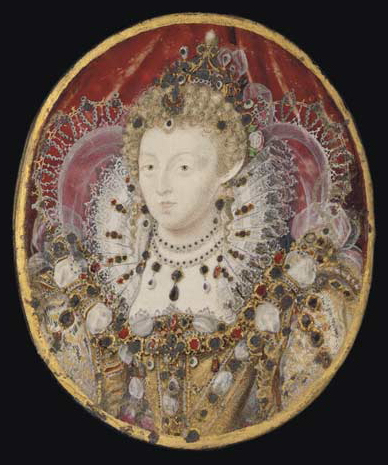
1595年 - 1600年
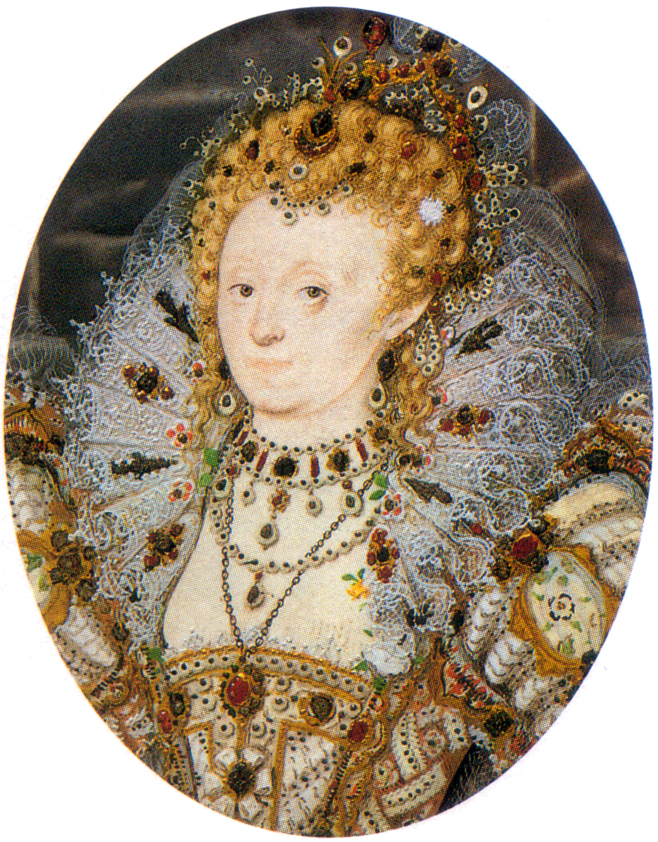
1595年 - 1600年

### ドローイング、文書装飾絵など

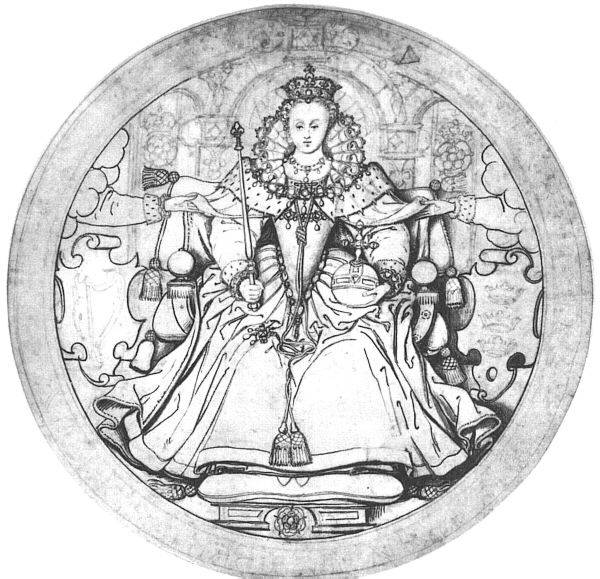
アイルランド国璽（ヒリアードがデザインしたが作成されておらず、現存する希少なドローイングの一つ）, 1584年頃
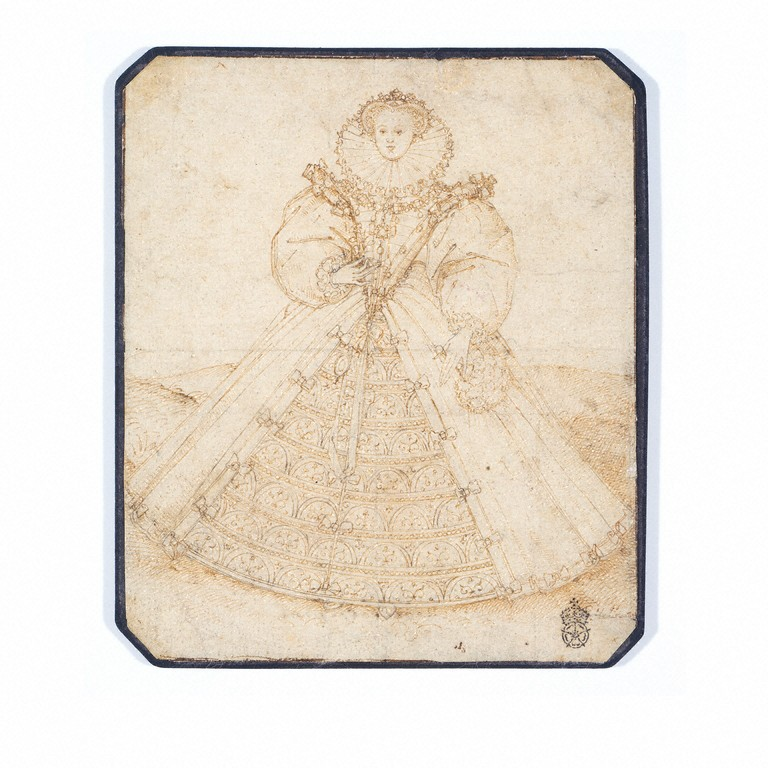
エリザベス1世がヒリアードに依頼したイングランド国璽のデザイン（別のデザインの国璽が採用された）, 1584, V&A.
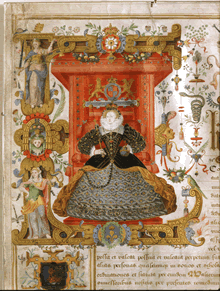
ケンブリッジ大学エマニュエル・コレッジの創立認可証, 1584年
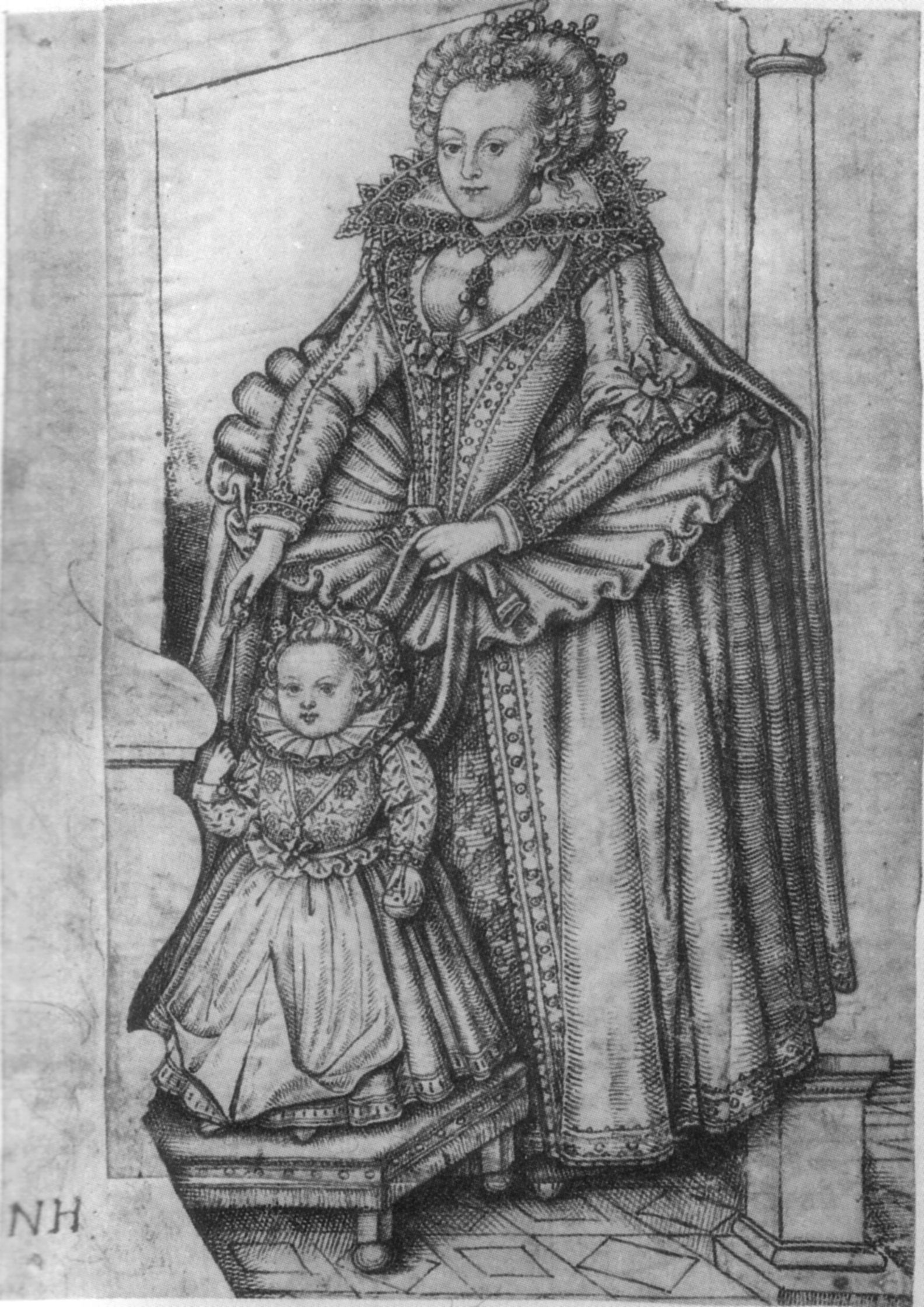
エリザベスと息子のフレデリック・ヘンリー（エングレービングのための習作[28]）, 1615年頃